# Рік Боунесс
Річард Гері Боунесс (англ. Richard Gary Bowness; нар. 25 січня 1955) — канадський професійний хокейний тренер і колишній гравець. Наразі головний тренер команди Національної хокейної ліги (НХЛ) «Вінніпег Джетс». Боунесс грав на правому фланзі в «Атланта Флеймс», «Детройт Ред Вінгз», «Сент-Луїс Блюз», а також у початкових командах «Вінніпег Джетс» та Центральної професійної хокейної ліги, Американської хокейної ліги (АХЛ) та головної юніорської хокейної ліги Квебеку. Боунесс був головним тренером первинних «Вінніпег Джетс», «Бостон Брюїнс», «Оттава Сенаторз», «Нью-Йорк Айлендерс», «Фенікс Койотс», «Даллас Старз», і другої версії «Вінніпег Джетс». Він також був помічником головного тренеру «Ванкувер Кенакс» і «Тампа Бей Лайтнінг».
Станом на 2022 рік він є останнім діючим тренером у НХЛ, який також був головним тренером команди НХЛ у 1980-х роках, а також першим і єдиним тренером, який очолював обидві ітерації «Вінніпег Джетс».

## Тренерська робота
3 липня 2022 року сучасна франшиза «Вінніпег Джетс» призначила Боунесса головним тренером замість Дейва Лоурі.